# Bowang

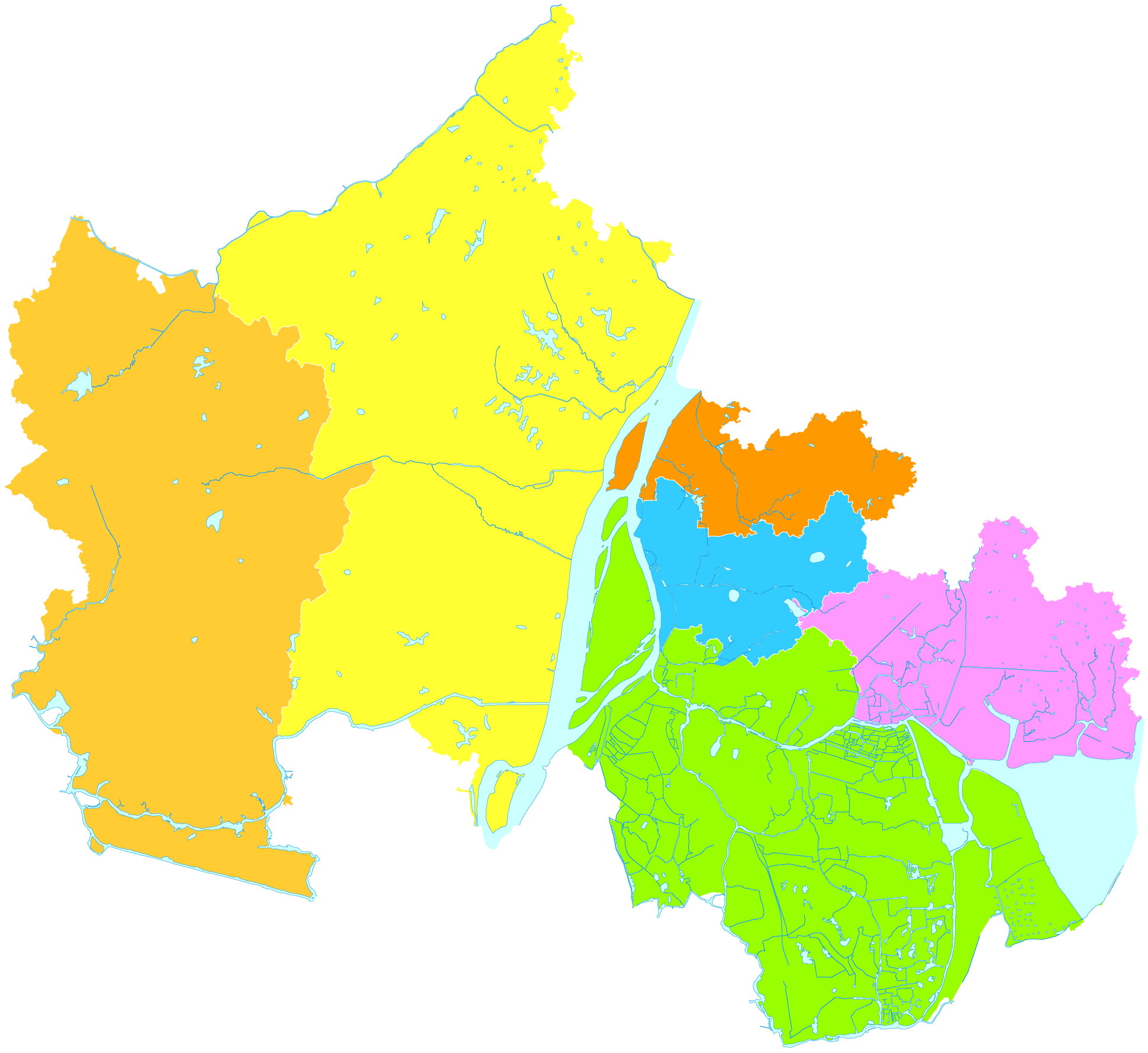
Lage des Stadtbezirks Bowang im Gebiet der bezirksfreien Stadt Ma'anshan

Bowang (chinesisch 博望区, Pinyin Bówàng Qū) ist ein Stadtbezirk der chinesischen Stadt Ma’anshan in der Provinz Anhui. Er wurde am 5. September 2012 durch die Abtrennung dreier Großgemeinden vom Kreis Dangtu geschaffen. Bowang hat eine Fläche von 357,6 km² und 186.000 Einwohner (Stand: Ende 2018).

## Administrative Gliederung
Auf Gemeindeebene setzt sich Bowang aus drei Großgemeinden zusammen. Diese sind:
- Großgemeinde Bowang (博望镇), Regierungssitz des Stadtbezirks;
- Großgemeinde Danyang (丹阳镇);
- Großgemeinde Xinshi (新市镇).